# San Gregorio Cuautzingo
San Gregorio Cuautzingo är en mindre stad i Mexiko, tillhörande kommunen Chalco i delstaten Mexiko. San Gregorio Cuautzingo ligger i den centrala delen av landet och tillhör Mexico Citys storstadsområde. Staden hade 13 138 invånare vid folkräkningen 2010 och är kommunens fjärde största stad.